# Dave Walker
David "Dave" Walker, född 10 juni 1941 i Sydney, död 24 maj 2024 i Queensland, var en australisk racerförare.

## Racingkarriär
Dave Walker tävlade i formel 1 för Team Lotus i början av 1970-talet. Hans bästa resultat var en niondeplats i Spanien 1972.

## F1-karriär
| Säsong | Stall/Tillverkare     | Poäng | Placering |
| ------ | --------------------- | ----- | --------- |
| 1971   | Lotus-Pratt & Whitney | 0     | –         |
| 1972   | Lotus-Ford            | 0     | –         |